# Hrobčice
Hrobčice är en ort i Tjeckien.   Den ligger i regionen Ústí nad Labem, i den nordvästra delen av landet, 70 km nordväst om huvudstaden Prag. Hrobčice ligger 293 meter över havet och antalet invånare är 846.
Terrängen runt Hrobčice är platt åt sydväst, men åt nordost är den kuperad.Runt Hrobčice är det ganska glesbefolkat, med 25 invånare per kvadratkilometer. Närmaste större samhälle är Most, 10,7 km väster om Hrobčice. Trakten runt Hrobčice består till största delen av jordbruksmark.